# Saint-Martin-le-Hébert
Saint-Martin-le-Hébert är en kommun i departementet Manche i regionen Normandie i norra Frankrike. Kommunen ligger i kantonen Bricquebec som tillhör arrondissementet Cherbourg. År 2018 hade Saint-Martin-le-Hébert 167 invånare.

## Befolkningsutveckling
Antalet invånare i kommunen Saint-Martin-le-Hébert
| Referens: INSEE |